# Варужан Восганян
Варужан Восганян (рум. Varujan Vosganian, вір. Վարուժան Ոսկանյան, *25 липня 1958, Крайова, Румунія) — відомий румунський політичний діяч, економіст та письменник вірменського походження. Міністр економіки і торгівлі (2007), міністр економіки і фінансів (2007-2008 рр), міністр економіки (2012-2013 роки), парламентар.
Восганян став одним з трьох засновників румунської альтернативної партії, з 1996, ставши головою правління (1996-1999). У 1999 партія змінила свою назву на «Союзу правих сил». Восганян став співпрезидентом Союзу правих сил (1999-2001), а потім і головою (2001-2003).
1990–1996 — депутат Парламенту Румунії (1990-1992, 1992-1996)
1996–2000 — сенатор Парламенту Румунії (за списком Румунський Демократичної конвенції)
У 2004 став сенатором за списком Національної ліберальної партії.
7 жовтня 2013 Міністр економіки Восганян подав у відставку після того, як парламент країни відхилив пропозицію про порушення кримінальної справи відносно нього. Таємне голосування з питання про доцільність порушення кримінальної справи стосовно Восганяна завершилося 126 голосами «проти» і 25 «за».
Восганян є автором роману «Книга шепотів» про Геноцид вірмен, який був визнаний як найкращий літературний твір року, удостоївшись головного призу в області літератури Академії Румунії. Як сказав сам автор: 
| «Книга шепотів» вже перекладена на французьку, іспанську, італійську, іврит. Скоро книга буде переведена на шведську, німецьку, польську, чеську, угорську і болгарську, а в наступному році також російську і арабську. |
У Колумбії «Книга шепотів» включена в список п'яти найкращих бестселерів.
Він вільно говорить румунською, вірменською, англійською, французькою, італійською та іспанською мовами.
15 жовтня 2016-го року за роман "Книга шепотів" нагороджений Літературною нагородою Центральної Європи «Ангелус». Відзнаку вручають щороку за найкращу прозову книгу, опубліковану польською мовою попереднього року.